# Alexandra Geese
Alexandra Geese   (Bonn, 1 de juliol de 1968) és una intèrpret i política alemanya. És membre del Parlament Europeu pertanyent al grup Els Verds/Aliança Lliure Europea des de les eleccions europees del 2019.
Va créixer amb la seva família a Bonn. Després de completar l'escola a l'Helmholtz-Gymnasium i al Friedrich-Ebert-Gymnasium, es van traslladar a Itàlia el 1987 per formar-se com a intèrpret. Després hi va estudiar ciències polítiques i a partir del 2010 va cursar un màster en interpretació de conferències a la Universitat de Ciències Aplicades de Colònia. Des del 2015 va treballar com a intèrpret al Parlament Europeu.
Es van unir als Verds el 2010 i va formar part del consell de l'associació del districte de Bonn del 2010 al 2014. Del 2013 al 2014, va ser portaveu de l'associació del districte. A les eleccions europees a Alemanya del 2019, van ser elegida diputada europea mitjançant la posició 17 de la llista europea d'Aliança 90/Els Verds. Es va unir al grup Els Verds/Aliança Lliure Europea pel qual és membre de la Comissió de Pressupostos i de la Comissió de Mercat Interior i Protecció del Consumidor. També és membre adjunta del comitè de desenvolupament regional.
A finals de 2019, el seu grup la va nomenar com a ponent a l'ombra per la llei de serveis digitals.